# Station Babica
Station Babica is een spoorwegstation in de Poolse plaats Babica.